# Clatonia, Nebraska
Clatonia, Nebraska (енгл. Clatonia) град је у америчкој савезној држави Небраска.

## Демографија
По попису из 2010. године број становника је 231, што је 44 (-16,0%) становника мање него 2000. године.
| Група             | 2000.       | 2010.       |
| Белци             | 266 (96,7%) | 224 (97,0%) |
| Афроамериканци    | 0 (0,0%)    | 0 (0,0%)    |
| Азијати           | 3 (1,1%)    | 2 (0,9%)    |
| Хиспаноамериканци | 1 (0,4%)    | 2 (0,9%)    |
| Укупно            | 275         | 231         |